# Newmilns
Newmilns è una località (anticamente: burgh) di circa 3.000 abitanti della Scozia sud-occidentale, facente parte dell'area amministrativa dell'Ayrshire Orientale (East Ayrshire) e situata lungo il corso del fiume Irvine.

## Geografia fisica
Newmilns si trova tra Galston e Darvel (rispettivamente ad est della prima e ad ovest della seconda), a pochi chilometri ad est di Kilmarnock e a circa 40 km a sud di Glasgow,

## Storia
Nel corso del XV secolo, Newmilns faceva parte delle proprietà della famiglia Campbell, conti di Loudoun.
Nel 1490 fu concesso a Newmilns da re Giacomo IV di Scozia lo status di burgh. Newmilns divenne così il più antico burgh dell'Ayrshire non situato lungo la costa.

## Monumenti e luoghi d'interesse

### Newmilns Tower
Tra i principali edifici di Newmilns, figura la Newmilns Tower, fatta erigere nel 1525 da Sir Hugh Campbell, conte di Loudoun.

### Lady's Flora Institute
Altro edificio d'interesse è il Lady's Flora Institute, costruito nel 1877 per essere edibito ad istituto scolastico femminile.

## Società

### Evoluzione demografica
Nel 2014, la popolazione stimata di Newmilns era pari a circa 2.810 abitanti.
La località ha quindi conosciuto un decremento demografico rispetto al 2011, quando la popolazione censita era pari a 3.053 abitanti, e a al 1991, quando la popolazione censita era pari a 3.170 abitanti.